# Agent Carter (serie de televisión)
Marvel's Agent Carter, o simplemente Agent Carter, es una serie de televisión estadounidense creada por Christopher Markus & Stephen McFeely para ABC, basada en el personaje de Marvel Comics, Peggy Carter después de sus papeles en la película de 2011, Captain America: The First Avenger y el cortometraje Marvel One-Shot de 2013, Agent Carter. Está ambientada en el Universo cinematográfico de Marvel (MCU) y compartiendo continuidad con las películas de la franquicia y las otras series de televisión. La serie fue producida por ABC Studios, Marvel Television y Fazekas & Butters, con Tara Butters, Michele Fazekas y Chris Dingess como showrunners.
Hayley Atwell retoma su papel de Peggy Carter de las películas y One-Shots, con James D'Arcy, Chad Michael Murray, y Enver Gjokaj también protagonizando; a ellos se une Shea Whigham para la primera temporada. En la serie, Carter debe equilibrar la vida como agente secreta con la de una mujer soltera en los Estados Unidos de los años 40. El desarrollo de una serie inspirada en el cortometraje comenzó en septiembre de 2013, y la participación de Atwell se confirmó en enero de 2014. En mayo de ese año, ABC ordenó que el programa se convirtiera directamente a serie. Agent Carter presenta los orígenes de varios personajes e historias de películas del MCU, mientras que también aparecen otros personajes de las películas.
La primera temporada, que consta de ocho episodios, se emitió originalmente del 6 de enero al 24 de febrero de 2015, mientras que la segunda temporada, que consta de 10 episodios, se emitió originalmente del 19 de enero al 1 de marzo de 2016. Ambas temporadas se emitieron durante los recesos de mitad de temporada de Agents of S.H.I.E.L.D. A pesar de una respuesta crítica positiva, la audiencia cayó y el 12 de mayo de 2016, ABC canceló Agent Carter.

## Premisa
La primera temporada tiene lugar en 1946, con Peggy Carter teniendo que equilibrar el trabajo de oficina rutinario que realiza para Strategic Scientific Reserve (SSR), en español: Reserva Científica Estratégica, en Nueva York para ayudar en secreto a Howard Stark, quien se encuentra incriminado por suministrar armas mortales a enemigos de los Estados Unidos. Carter cuenta con la ayuda del mayordomo de Stark, Edwin Jarvis, para encontrar a los responsables y deshacerse de las armas. En la segunda temporada, Carter se muda de la ciudad de Nueva York a Los Ángeles para hacer frente a las amenazas de la nueva Era Atómica por parte del Consejo de los Nueve después de la Segunda Guerra Mundial, ganando nuevos amigos, un nuevo hogar y un potencial nuevo interés amoroso.

## Reparto y personajes
- Hayley Atwell como Peggy Carter: 
Una agente del SSR inicialmente estancada haciendo trabajo administrativo[1] Butters dijo que el "superpoder" de Carter es el hecho de que otras personas la subestiman. Y ella a menudo usa eso para su ventaja".[5] Sobre la influencia que tiene la aparente muerte de Steve Rogers tiene sobre Carter, Atwell explicó que "él era la mejor persona que jamás conoció, incluso antes de que tomara el suero y se convirtiera en Capitán América. Ella conocía su carácter y vio un espíritu afín en él. Así que creo que está de luto por su pérdida pero también está decidida a asegurarse de que su trabajo no sea en vano. Eso le da una tremenda determinación para seguir adelante a pesar de los obstáculos que encuentre".[6] Gabriella Graves interpreta a una joven Carter.[7]
- James D'Arcy como Edwin Jarvis: 
El mayordomo de Howard Stark y aliado de Carter,[8] quien eventualmente será tutor de Tony Stark e inspiró su inteligencia artificial, J.A.R.V.I.S..[9] Atwell se refirió a la relación de Carter con Jarvis como la "alivio cómico" de la serie, y dijo "ella necesita a alguien que esté en contacto con Howard para ayudarla a ejecutar esta misión [y] tienen estas bromas muy ingeniosas de un lado a otro".[6] Fazekas explicó que parte de la personalidad del personaje "proviene de los cómics y parte la hemos desarrollado nosotros mismos. Parte está influenciada por el propio James D'Arcy y sus puntos fuertes".[10] Al principio, D'Arcy estaba nervioso por retratar el lado cómico de Jarvis, dado su historial de "interpretar predominantemente a psicópatas".[11] Él no estudió la actuación de Paul Bettany como J.A.R.V.I.S. al acercarse al personaje.[12]
- Chad Michael Murray como Jack Thompson: 
Un veterano de guerra y agente de la RSS,[13] descrito como chovinista y "arrogante".[5][14] Murray comparó el personaje con Indiana Jones y afirmó que "está trabajando en su camino hasta convertirse en el jefe de la RSS. Su objetivo en la vida es simplemente ser excelente en su trabajo. Por eso tiene un gran resentimiento en el hombro, lo que le da una actitud."[13] Murray También señaló que, a diferencia de su personaje en One Tree Hill, Thompson no sirve como "brújula moral", lo que significaba que no estaría "confinado a una caja" y en su lugar se le permitiría "jugar realmente las cosas y hacer lo inesperado".[15] Para la segunda temporada, Thompson es nombrado jefe de la oficina de la SSR en la Costa Este.[4]
- Enver Gjokaj como Daniel Sousa: 
Un veterano de guerra que es agente de la SSR y sufre prejuicios debido a su pierna lesionada.[14][16] "Él acepta su lesión, acepta su estatus comprometido en la sociedad... Peggy dice: 'Olvídate de esto. Soy Peggy Carter. Voy a hacer otra cosa'. Creo que esa es la diferencia entre los dos."[17] Considerando una relación potencialmente romántica entre Sousa y Carter, Gjokaj dijo: "Creo que definitivamente hay una situación en la que... si ella no hubiera salido con el Capitán América, podría invitarla a tomar una copa. Es como si tu nueva novia saliera con Ryan Gosling. Te hará sudar un poco".[18] Para la segunda temporada, Sousa es nombrado jefe de la oficina de la RSS en la Costa Oeste.[4]
- Shea Whigham como Roger Dooley: 
El jefe de la SSR que supervisa a los Agentes Carter, Thompson y Sousa[19] hasta muere para salvar a sus compañeros agentes de la SSR al final de la primera temporada.[20] Whigham cree que, a diferencia de muchos de los otros agentes, Dooley respeta a Carter y dice: "Creo que ella le agrada. Yo creo que le importa profundamente. No estoy seguro de que siempre pueda demostrar eso... estas son cosas que lo mantienen despierto por la noche, al igual que a los otros chicos, cuando los envío a misiones."[21] Siempre se tuvo la intención de que el personaje muriera durante el penúltimo episodio de la primera temporada para ayudar a construir lo que está en juego para la serie dado que "todos saben que Peggy vive", por lo que desde el principio, Whigham solo fue contratado para los siete episodios requeridos.[22]

## Episodios
| Temporada | Temporada | Episodios | Episodios | Emisión original    | Emisión original      |
| Temporada | Temporada | Episodios | Episodios | Primera emisión     | Última emisión        |
| --------- | --------- | --------- | --------- | ------------------- | --------------------- |
|           | 1         | 8         | 8         | 6 de enero de 2015  | 24 de febrero de 2015 |
|           | 2         | 10        | 10        | 19 de enero de 2016 | 1 de marzo de 2016    |

### Temporada 1 (2015)
| N.º en serie | N.º en temp. | Título                  | Dirigido por        | Escrito por                          | Fecha de emisión original | Audiencia (millones) |
| --- | ------------ | ----------------------- | ------------------- | ------------------------------------ | ------------------------- | -------------------- |
| 1 | 1            | «Ahora no es el final»  | Louis D'Esposito    | Christopher Markus & Stephen McFeely | 6 de enero de 2015        | 6.91                 |
| En 1946, Peggy Carter, llorando la aparente muerte de Steve Rogers, regresa a trabajar para la Reserva Científica Estratégica (SSR) en la ciudad de Nueva York después del final de la Segunda Guerra Mundial. La SSR investiga al industrial, Howard Stark aparentemente por vender armas a los enemigos de los Estados Unidos. Stark se contacta secretamente con Carter y le pide que lo ayude a limpiar su nombre. Antes de abandonar el país, él le cuenta acerca de su fórmula para nitramene molecular que se venderá en un club. Al infiltrar el club disfrazado, Carter descubre que la fórmula ha sido utilizada como arma. Ella muestra una de esas bombas de nitramene al científico de Industrias Stark, Anton Vanko, quien deduce que proviene de una Refinería de petróleo Roxxon. Carter, junto con el mayordomo de Stark, Edwin Jarvis, investiga la refinería y se encuentra con Leet Brannis, quien aparentemente trabaja para una organización llamada Leviathan, y escapa con un camión lleno de armas de nitramene. Antes de irse, Brannis suelta una bomba de nitramina y, mientras Carter y Jarvis escapan, destruye todo el edificio.                                               |              |                         |                     |                                      |                           |                      |
| 2 | 2            | «Puente y túnel»        | Joseph V. Russo     | Eric Pearson                         | 6 de enero de 2015        | 6.91                 |
| Carter vuelve a encubierto para buscar el camión con las armas, y encuentra la dirección del conductor oficial del camión. Los agentes de SSR interrogan a Miles Van Ert, el científico de Roxxon que fabricó las armas, y también conocen la dirección. Carter y Jarvis llegan primero a la casa y encuentran a Brannis, a quien obligan a ir con ellos. Los tres son atacados por Sasha Demidov, que trabaja para Leviathan, una organización que ahora parece que Brannis ha traicionado. Carter pelea con Demidov, pero aún logra herir mortalmente a Brannis. Saltando a la seguridad con Carter y Brannis, Jarvis obliga al camión a saltar por un acantilado con Demidov, y las armas dentro implosionan. Antes de morir, Brannis dibuja un símbolo en la tierra. Los agentes de SSR, Roger Dooley, Jack Thompson y Daniel Sousa llegan más tarde para encontrar el cuerpo de Brannis, las huellas de una mujer, y una llave de hotel (que pertenece a Demidov). Mientras tanto, el agente Ray Krzemenski, revisando los restos de la refinería Roxxon, encuentra la matrícula del automóvil de Stark que Jarvis y Carter solían escaparse.                                                           |              |                         |                     |                                      |                           |                      |
| 3 | 3            | «Vive el momento»       | Scott Winant        | Andi Bushell                         | 13 de enero de 2015       | 5.10                 |
| Dooley y Krzeminski investigan la habitación de hotel de Demidov y descubren una máquina de escribir. Thompson y Sousa llevan a Jarvis para interrogarlo, y el primero lo amenaza con revelar un viejo cargo de traición a la oficina de inmigración. Carter, fingiendo ignorancia, frustra el interrogatorio para sacar a Jarvis, y recibe una severa reprimenda de Dooley. Carter y Jarvis continuación siguen el sistema de alcantarillado por debajo de la bóveda de Stark, a través del cual Brannis tomó la tecnología robada, a los muelles, donde encuentran las armas a bordo de la angustia (un barco con el símbolo de Brannis). Jarvis da anónimamente a la RSS su ubicación, mientras que Carter combate a un guardia que había estado trabajando con Brannis. Carter y Jarvis se ven obligados a dejarlo atrás cuando llega el SSR. Mientras Krzeminski la transporta al cuartel general de la RSS, el guardia está a punto de identificar a Carter como la mujer que interfiere con la investigación de Stark, cuando un asesino no identificado los mata a los dos. |              |                         |                     |                                      |                           |                      |
| 4 | 4            | «El botón Blitzkrieg»   | Stephen Cragg       | Brant Englestein                     | 27 de enero de 2015       | 4.63                 |
| Después de saber que se suponía que Brannis y Demidov habían muerto durante la Batalla de Finow, Dooley viaja a Alemania para hablar con el coronel nazi que dirigió a las fuerzas enemigas, y aunque no sabe cómo Brannis y Demidov sobrevivieron, Dooley descubre que sus fuerzas soviéticas aparentemente fueron masacradas antes de que llegaran los nazis. Con el único trabajo de Carter para recoger órdenes de almuerzo, se encuentra con Stark, que ha regresado en secreto a raíz del descubrimiento de su tecnología. Al mirar las fotografías que Carter toma de las armas, identifica a una de ellas como el botón Blitzkrieg, que según él puede causar un apagón permanente en toda la ciudad. Sin embargo, Carter sospechosa abre el dispositivo para encontrar un vial de sangre de Rogers. Enojada con Stark por mentirle, ella esconde el vial. El criminal que contrabandeó a Stark a Nueva York, pero Carter y Jarvis le estafaron el dinero, sigue a Carter a su apartamento, pero es asesinado por su nueva vecina, Dottie Underwood. |              |                         |                     |                                      |                           |                      |
| 5 | 5            | «El techo de hierro»    | Peter Leto          | Jose Molina                          | 3 de febrero de 2015      | 4.20                 |
| Carter descifra un mensaje codificado, recibido de Leviathan a través de la máquina de escribir de Demidov, para la RSS, sabiendo que Stark le venderá armas a Leviathan en un complejo militar soviético. Thompson es enviado a detener la venta y arrestar a Stark, y se ve obligado a tomar a Carter cuando consigue la ayuda de sus compañeros de guerra, los Comandos Aulladores. Descubren que las jóvenes se entrenan en el complejo para infiltrarse en los EE. UU. Como agentes durmientes, y se dan cuenta de que han caído en una trampa cuando una niña mata al Comando Juniper Junior. Los soldados soviéticos atacan al equipo y Thompson se congela bajo fuego, pero Carter se asegura de que escapen, junto con el psiquiatra encarcelado Dr. Ivchenko. Mientras tanto, Underwood, que en realidad es un agente durmiente entrenado en ese complejo, descubre las fotos de las armas de Stark bajo custodia de SSR cuando busca el apartamento de Carter, mientras que Sousa se da cuenta de que Carter es la mujer que ha interferido con la investigación del SSR. |              |                         |                     |                                      |                           |                      |
| 6 | 6            | «Un pecado que cometer» | Stephen Williams    | Lindsey Allen                        | 10 de febrero de 2015     | 4.25                 |
| Carter y Jarvis investigan a las mujeres con las que Stark ha estado involucrada durante los últimos seis meses, creyendo que un agente Leviathan femenino podría haber sido usado contra Stark y matar a Krzeminski, pero su búsqueda no tuvo éxito. Sousa le revela a Dooley que Carter es un aparente traidor, y todos los agentes tienen la tarea de rastrearla. Finalmente la acorralan a ella y Jarvis, pero Carter los defiende. Durante la conmoción, el Dr. Ivchenko, que actualmente trabaja para Leviathan, hipnotiza al Agente Yauch, quien revela que solo Dooley puede acceder a las armas de Stark. Yauch le muestra a Ivchenko cómo salir de la RSS, antes de que Ivchenko lo obligue a suicidarse. Carter recupera la sangre de Rogers de su departamento. Mientras intenta escapar del edificio, Dottie Underwood la golpea. pero no antes de darse cuenta de que Underwood es el operativo de Leviathan. Underwood está a punto de matar a Carter cuando lleguen Thompson y Sousa. Finge la ignorancia y los agentes arrestan a Carter. |              |                         |                     |                                      |                           |                      |
| 7 | 7            | «Caos»                  | Vincent Misiano     | Chris Dingess                        | 17 de febrero de 2015     | 4.15                 |
| Mientras Carter se resiste a los interrogatorios en la RSS, Jarvis aparece con una confesión falsa firmada de Stark, prometiendo la rendición si liberan a Carter. Carter ve a Ivchenko comunicándose en código Morse con Underwood, y revela la verdad sobre su propia investigación a sus colegas para ganarse su confianza. Ivchenko hipnotiza a Dooley y le hace robar una de las armas de Stark de los laboratorios de la RSS: un cilindro de gas que Underwood e Ivchenko activan en un cine atestado antes de irse y cerrar la puerta tras ellos. Los agentes encuentran a Dooley usando un chaleco experimental Stark que le obsequió Ivchenko, el cual, según explica Jarvis, explotará sin poder desactivarlo. Dooley salta por una ventana momentos antes de que el dispositivo explote, matándolo pero salvando a los demás. |              |                         |                     |                                      |                           |                      |
| 8 | 8            | «Despedida»             | Christopher Misiano | Michele Fazekas & Tara Butters       | 24 de febrero de 2015     | 4.02                 |
| La SSR descubre el cilindro de gas en el cine y se da cuenta de que Ivchenko posiblemente planee cambiar todo Nueva York en sí mismo. Stark regresa y explica que había desarrollado el gas, llamado Aceite de Medianoche, para darles a los soldados estadounidenses más energía durante la guerra, pero esto causaba psicosis y los llevaba a matarse unos a otros. Durante la Segunda Guerra Mundial, el ejército estadounidense robó el Aceite de Medianoche y lo usó en los soviéticos en Finow. Stark cree que Ivchenko - verdadero nombre Johann Fennhoff - culpa a Stark por la masacre que siguió y permite que el SSR lo use como cebo para sacar a Leviathan. Este plan sale mal cuando Underwood distrae a los agentes mientras Fennhoff secuestra a Stark, y usa la hipnosis para convencerlo de que deje caer el gas en Times Square. En el hangar del avión secreto de Stark, Sousa aprehende a Fennhoff mientras Carter derrota a Underwood (que escapa) y convence a Stark para que no deje caer el gas sobre la ciudad. Carter más tarde descarta la sangre de Rogers en el East River, y finalmente sigue con su vida, mientras que Fennhoff es encarcelado con el intrigante Arnim Zola. |              |                         |                     |                                      |                           |                      |

### Temporada 2 (2016)
| N.º en serie | N.º en temp. | Título                           | Dirigido por       | Escrito por                                                   | Fecha de emisión original | Audiencia (millones) |
| --- | ------------ | -------------------------------- | ------------------ | ------------------------------------------------------------- | ------------------------- | -------------------- |
| 9 | 1            | «La mujer del lago»              | Lawrence Trilling  | Brant Englestein                                              | 19 de enero de 2016       | 3.18                 |
| En 1947, Nueva York, el jefe Jack Thompson y la agente Peggy Carter de la Reserva Científica Estratégica (SSR) aprehenden a la espía soviética Dottie Underwood. El nuevo jefe Daniel Sousa, de la oficina de la SSR de Los Ángeles, se reúne con el detective Andrew Henry, quien descubrió el cuerpo de una mujer en un lago helado durante una ola de calor. Sousa, dudando de sus agentes inexpertos, le pide a Thompson respaldo; él envía a Carter. Una autopsia muestra que el cuerpo brilla en la oscuridad, probablemente causado por el acelerador de partículas de Energía Isodyne. Carter se entera por el científico Jason Wilkes, de Isodyne, de que la mujer física, Jane Scott, tuvo una aventura con el dueño y posible senador Calvin Chadwick de Isodyne. Underwood es llevada a la custodia del FBI, con el mentor de Thompson, Vernon Masters, advirtiéndole de mayores fuerzas que la RSS que pueden afectar su futuro. Henry intenta matar a Wilkes, pero es asesinado por una oficial de policía; Whitney Frost después de la aventura del primero. |              |                                  |                    |                                                               |                           |                      |
| 10 | 2            | «Una vista en la oscuridad»      | Lawrence Trilling  | Eric Pearson & Lindsey Allen                                  | 19 de enero de 2016       | 3.18                 |
| Chadwick se reúne con el secreto Consejo de Nueve, que cerró su programa Materia Cero debido a su aparente falta de resultados, y quiere que se centre en sus ambiciones senatoriales. Chadwick le informa a Frost, quien es el verdadero cerebro detrás del programa, mientras luchaba con su actuación debido al sexismo en Hollywood. Wilkes se reúne con Carter para ayudarla en su investigación, aunque duda en rechazar a Isodyne, la única compañía dispuesta a contratarlo como un hombre negro. Wilkes explica que Isodyne había intentado replicar el éxito del Proyecto Manhattan y al hacerlo, había descubierto la Materia Cero. Scott debe haber entrado en contacto físico con ella, aunque sus efectos no se limitan a la congelación. Carter y Wilkes acuerdan robar la Materia Cero, pero en Isodyne encuentran a agentes del Consejo destruyendo el programa. Wilkes llega a la Materia Cero, donde se enfrenta a Frost, que está allí para robarla ella misma. Están expuestos a la sustancia en la pelea que siguió, dejando a Wilkes presumiblemente muerto y a Frost absorbiendo Materia Cero.                                                                             |              |                                  |                    |                                                               |                           |                      |
| 11 | 3            | «Mejores ángeles»                | David Platt        | Jose Molina                                                   | 26 de enero de 2016       | 2.90                 |
| A instancias de Frost, Chadwick encarna a Wilkes como un espía comunista que se había infiltrado en Isodyne y había destruido las instalaciones. Thompson llega a Los Ángeles para limpiar la situación por invitación de Masters, enviando a Carter de regreso a Nueva York cuando ella contrata la ayuda de Howard Stark, para investigar el Club Arena - cuyo membrecía fue asumido por los agentes del Consejo- pero no puede probar que el Consejo haya chantajeado al competidor senatorial de Chadwick para que abandone la carrera. Carter «pierde» su vuelo, y después de enfrentarse sin éxito a Frost, es atacado por el asesino a sueldo del Consejo Rufus Hunt, que apenas lo defiende. Al investigar una anomalía gravitacional alrededor de Carter, Stark descubre que Wilkes está vivo pero temporalmente invisible y no corpóreo, y va en busca de su mentor para que lo ayude a restaurar el cuerpo de Wilkes. Frost absorbe a su director de cine con las habilidades recientemente descubiertas de Materia Cero, y Masters le presenta a Thompson a Chadwick para celebrar su ahora garantizado senatorship, convenciendo a Thompson de que Carter tenía razón.                |              |                                  |                    |                                                               |                           |                      |
| 12 | 4            | «Humo y espejos»                 | David Platt        | Sue Chung                                                     | 2 de febrero de 2016      | 2.77                 |
| En la década de 1920 en Broxton, Oklahoma, se muestra que Agnes Cully (Frost) tiene una mente brillante, arregla una radio rota, inventa dispositivos y se aplica a un programa de ciencias en la Universidad de Oklahoma (sin éxito debido a su género). En 1934, Cully viaja a Hollywood, donde es contactada por un agente de talentos, que promete convertirla en una estrella. En 1940 en Inglaterra, Carter, que está comprometida, recibe una oferta para unirse al Ejecutivo de Operaciones Especiales debido a su trabajo en Bletchley Park como código rompedor; finalmente acepta la oferta y deja a su prometido después de la muerte de su hermano en la guerra. En 1947, Carter y Jarvis secuestran a Hunt en un intento por aprender más sobre el Consejo. Después de obtener los nombres de los miembros del Consejo y las ubicaciones de las transcripciones de sus reuniones, Carter y Sousa preparan el SSR para infiltrarse en el Club Arena, pero son detenidos por Masters. Permiten que escape Hunt, y él intenta chantajear a Chadwick a cambio de protección. Disgustado con el desastre que estaba causando, Frost absorbe a Hunt, revelando sus habilidades a Chadwick. |              |                                  |                    |                                                               |                           |                      |
| 13 | 5            | «El trabajo atómico»             | Craig Zisk         | Lindsey Allen                                                 | 9 de febrero de 2016      | 2.66                 |
| Wilkes se siente atraído por la Materia Cero en una muestra del cuerpo de Scott. Después de absorber esa pequeña cantidad, Wilkes recupera temporalmente su cuerpo físico y descubre la ubicación de Scott. Carter y Jarvis intentan robar el cuerpo de Scott, esperando que el resto de Materia Cero recupere a Wilkes permanentemente, pero llegan a ver a Frost tomando la Materia Cero para ella, antes de convencer a Chadwick para que la ayude a robar una bomba atómica del Consejo. ella puede replicar el descubrimiento original de Materia Cero. Buscan la ayuda del exnovio de Frost, Joseph Manfredi, un señor del crimen, que les da hombres para el trabajo a cambio de la influencia de Chadwick en los medios. Carter, Jarvis, Sousa y algunos aliados de SSR irrumpen en la instalación Roxxon sosteniendo las bombas y deshabilitarlas antes de que Frost pueda alcanzarlas. Carter se enfrenta a Frost, pero ella se escapa cuando Carter es empalada en una barra de refuerzo. Sousa revela accidentalmente a su nuevo novio que ama a Carter, y mientras Wilkes consuela a Carter mientras ella se recupera, su forma comienza a desvanecerse.                              |              |                                  |                    |                                                               |                           |                      |
| 14 | 6            | «El alma de la fiesta»           | Craig Zisk         | Eric Pearson                                                  | 16 de febrero de 2016     | 2.39                 |
| Desesperado por estabilizarse antes de que esté completamente alejado, Wilkes diseña una cámara de contención para sí mismo, pero requiere más Materia Cero. Carter se da cuenta de que Frost es ahora la única fuente de Materia Cero, pero aún está demasiado herida como para que lo haga ella misma. En cambio, ella saca a Underwood de la cárcel y la envía a uno de los eventos de la campaña de Chadwick con Jarvis. El evento también es una cobertura para una reunión del Consejo, con Chadwick los ha convencido de ver a Frost (por lo general, nunca hablan con extraños, y mucho menos con mujeres). Masters y Thompson también están en el evento; Jarvis distrae a Thompson mientras Underwood recoge la Materia Cero de Frost usando un dispositivo diseñado por Wilkes. Sousa le dice a Carter que su prometida lo dejó debido a sus supuestos sentimientos por ella. Underwood escucha a escondidas en la reunión del Consejo, viendo como Chadwick traiciona a Frost y la tiene restringida. Frost destruye a Chadwick y la mitad del Consejo, proclamándose a sí misma líder de los miembros restantes del Consejo. Masters y Thompson capturan a Underwood por Frost.       |              |                                  |                    |                                                               |                           |                      |
| 15 | 7            | «Monstruos»                      | Metin Hüseyin      | Brandon M. Easton                                             | 16 de febrero de 2016     | 2.39                 |
| Frost y el Consejo cubren su asesinato de Chadwick y los otros miembros del Consejo, y Frost hace de Manfredi su segundo al mando. Con la ayuda de la esposa de Jarvis, Ana, Wilkes usa la Materia Cero y la cámara de contención para restaurar su forma física, aunque sabe que no puede abandonar la cámara por mucho tiempo. Masters intenta interrogar a Underwood, antes de que Frost lo reasigne a buscar el uranio que Carter y compañía robaron de las bombas Roxxon. Frost interroga a Underwood, usando sus habilidades, y se entera de que Carter quería la Materia Cero debido a Wilkes y su condición. Frost pone una trampa, alejando a Carter y Jarvis de Wilkes. Masters intenta hacer que Sousa coopere para recuperar el uranio, y cuando se niega, los hombres lo atacan en su casa, obligando a Sousa a retirarse, Masters se hace cargo de SSR, Frost y Manfredi secuestran a Wilkes, con Frost esperando ayudarla y estudiarla. Para frenar la persecución de Carter, Frost dispara a Ana, y mientras que Carter y Jarvis se centran en salvar a Ana, Underwood escapa. |              |                                  |                    |                                                               |                           |                      |
| 16 | 8            | «El borde del misterio»          | Metin Hüseyin      | Brant Englestein                                              | 23 de febrero de 2016     | 2.50                 |
| Frost le dice a Wilkes que si acepta el poder de la Materia Cero dentro de él, entonces podrá controlarlo. Carter y Sousa se encuentran con Frost, dándole uranio falso a cambio de Wilkes. Frost pronto se da cuenta del ardid y los persigue. Wilkes, aprendiendo a controlar sus habilidades y cambiar entre estados corporales y no corpóreos, recurre a Carter, exigiendo que Sousa revele la ubicación del uranio real. Sousa lo dirige a una bóveda en el SSR. Ana sobrevive a la cirugía, pero pierde la capacidad de tener hijos. Thompson escucha a Frost decirle a Masters que recupere el uranio, pero está incapacitado por los Maestros. Carter y Sousa se unen a Thompson y, junto con Jarvis y un nuevo cañón gamma cortesía de Stark, viajar al área de pruebas atómicas de Isodyne. Wilkes es absorbido por una grieta creada por la bomba atómica ahora armada, pero el cañón cierra la grieta y devuelve a Wilkes, ahora lleno de Materia Cero. Un Jarvis que busca venganza dispara a Frost, pero ella sobrevive debido a su Materia Cero. Jarvis y Carter son tomados como rehenes por los hombres de Manfredi.                                                              |              |                                  |                    |                                                               |                           |                      |
| 17 | 9            | «Una pequeña canción y un baile» | Jennifer Getzinger | Historia: Michele Fazekas & Tara Butters Guion: Chris Dingess | 23 de febrero de 2016     | 2.50                 |
| Carter y Jarvis escapan de la captura mientras Thompson y Sousa regresan a la RSS. Manfredi establece un nuevo laboratorio para Frost en una instalación abandonada, donde comienza a tratar de tomar toda la Materia Cero de Wilkes para sí misma. Thompson convence a Masters para que use el cañón gamma contra Frost, luego visita a Frost, advirtiéndola de la traición de Masters y ofreciéndose a él a cambio de un puesto en el Consejo. Thompson se vuelve hacia Carter y Sousa, retrasándolos, ya que en realidad intenta detonar remotamente el cañón para matar a Frost, Masters y Wilkes. Thompson entrega los Masters a Frost, pero el SSR logra bloquear su señal detonadora antes de que pueda detonar el cañón. Carter trata de sacar a Wilkes del edificio, pero se niega a irse sabiendo en qué se ha convertido. Thompson mantiene a los otros a punta de pistola hasta que su señal no esté atascada, aunque Carter todavía no está dispuesto a que Wilkes muera. Cuando Frost comienza a matar a Masters, nota que el cañón se está activando. Sin embargo, Wilkes los encuentra entonces, y libera toda la Materia Cero desde su interior.                                  |              |                                  |                    |                                                               |                           |                      |
| 18 | 10           | «Final de Hollywood»             | Jennifer Getzinger | Historia: Chris Dingess Guion: Michele Fazekas & Tara Butters | 1 de marzo de 2016        | 2.35                 |
| Frost absorbe la Materia Cero liberado por Wilkes, quien es rescatado por Carter, mientras Stark regresa y ayuda a escapar. Thompson encuentra en posesión de Masters un archivo supuestamente incriminatorio sobre Carter y una clave secreta del Consejo. Manfredi se preocupa por el comportamiento de Frost y su nueva obsesión por abrir otra brecha, esta vez con una máquina de su propio diseño. Se encuentra con Stark -un viejo amigo suyo- y los demás, y acepta distraer a Frost, mientras Carter y Sousa fotografían los planos de la máquina de Frost, que Stark y Wilkes construyen ellos mismos. Abren una nueva grieta, y Frost se siente atraída por ella. Usan el cañón gamma para expulsar la Materia Cero de ella, hacia la otra dimensión; Frost se queda loca de su tiempo controlado por la Materia Cero, y se coloca en un asilo mental. Thompson le da la clave secreta a Carter, quien está convencida de quedarse en Los Ángeles para estar con Sousa. Thompson se prepara para regresar a Nueva York, pero recibe un disparo en su habitación del hotel; el tirador se lleva el archivo de Carter.                                                                    |              |                                  |                    |                                                               |                           |                      |

## Producción

### Desarrollo
Una posible serie de Agente Carter fue planteada inicialmente en julio de 2013 por Louis D'Esposito, después de una proyección de su Marvel One-Shot, Agente Carter en la Convención Internacional de Cómics de San Diego. En septiembre, Marvel Television estaba desarrollando una serie inspirada en el cortometraje, protagonizada por Peggy Carter, y estaba buscando un escritor de la serie. En enero de 2014, el presidente del grupo ABC Entertainment, Paul Lee, confirmó que el programa estaba en desarrollo y reveló que Tara Butters y Michele Fazekas actuarían como showrunners de la serie. Chris Dingess también se desempeña como showrunner. En marzo de 2014, Christopher Markus & Stephen McFeely, escritores de Capitán América, declararon que imaginaban la serie, que aún no había recibido luz verde, como una serie limitada de aproximadamente 13 episodios. En abril de 2014, había indicios de que la serie se ordenaría directamente a serie, sin pasar por un pedido piloto, y se emitiría entre las partes de finales de 2014 y principios de 2015 de Agents of S.H.I.E.L.D., si esa serie obtuviera una renovación para la segunda temporada. El 8 de mayo de 2014, ABC ordenó oficialmente la serie de ocho episodios, con los productores ejecutivos Butters, Fazekas, Markus, McFeely, Dingess, Kevin Feige, Louis D'Esposito, Alan Fine, Joe Quesada, Stan Lee y Jeph Loeb. La serie fue renovada para una segunda temporada el 7 de mayo de 2015, de 10 episodios.

### Guion
Es un período realmente rico en la historia, donde esta gigantesca oposición que tuvimos durante 10 años con los nazis desaparecieron, y ya no estamos completamente seguros de cuáles son las reglas. ¿Quién se queda con los científicos? ¿Quién obtiene los secretos? Está todo sobre la mesa. Todos desarrollaron estas habilidades en la Segunda Guerra Mundial. La gente se convirtió en espías, la gente en asesinos. Y de repente, la guerra terminó, y regresaron y dijeron: 'Vaya, sé hacer algunas cosas'. Ahora, ¿qué hago con esto? Es agradable jugar con esa variedad de personajes. Una oficina, básicamente llena de gente que acaba de regresar de la guerra. No se sabe qué experimentó cada uno de ellos el año pasado.
El cocreador Christopher Markus habla sobre la exploración de la dinámica de los personajes de la década de 1940.

Markus y McFeely declararon en marzo de 2014 que la serie se desarrollaría inicialmente en 1946, ocurriendo en el medio de la línea de tiempo establecida en el One-Shot, y se centraría en un caso de Carter. Las temporadas adicionales avanzarían un año y examinarían un nuevo caso. A pesar de trabajar en Capitán América: Civil War al mismo tiempo, Markus y McFeely siguieron involucrados con la serie después de escribir el primer guion. Cuando los showrunners se unieron a la serie, fueron a un "minicampamento" con Markus y McFeely para desarrollar la serie a partir de un guion piloto escrito por la pareja. Buscaron varias influencias diferentes fuera de Marvel al desarrollar la serie, incluidas Raiders of the Lost Ark, L.A. Confidential, y las obras del autor, James Ellroy. Al profundizar en desviarse de los cómics, Fazekas dijo, por ejemplo, "si usamos un personaje secundario o un tipo malo de un cómic antiguo, no tenemos que ceñirnos a lo que era ese personaje en ese cómic de 1945. Debido a que hay tantas iteraciones diferentes de un personaje específico, no puedes ser fiel a cada una de ellas." ABC pidió a los productores que la serie no siguiera el modelo de "Artilugio de la semana o Chico malo de la semana" y que, en cambio, se centrara en contar la historia de Carter equilibrando su vida personal y profesional. Fazekas calificó esto como "un cambio tan agradable" con respecto a experiencias televisivas anteriores, y el grupo se sintió libre de dejar ideas para la historia completa en favor de centrarse en la trama central de la serie.
Sobre los períodos de tiempo que la serie podría explorar después de la primera temporada, dado el papel de Carter en Captain America: The Winter Soldier, Atwell dijo: "Creo que lo mejor del hecho de que ya he interpretado ella al final de su vida significa que sabemos... [Ahora] tenemos una oportunidad, si el programa llega a la segunda, tercera, cuarta y quinta [temporadas], sabemos que podemos explorar todos estos aspectos de su personaje porque sabemos que vive una vida muy larga y ha tenido una vida plena. Creo que lo que va a empezar a suceder en la temporada 1 es que se van a plantar semillas de lo que sucederá en su vida personal y, sin embargo, todavía está abierto a la posibilidad de que nuevos hombres entren en su vida, profundizando las relaciones con los hombres que descubrimos en la temporada 1. Obviamente, la era es 1946, pero en la segunda, tercera, cuarta, quinta temporada, si continúa, podemos explorar diferentes períodos de tiempo. Podemos explorar desde finales de los años cuarenta, principios de los cincuenta, sesenta, setenta, ochenta, hasta el día de hoy, por lo que es muy emocionante por eso". Sin embargo, Butters aclaró que las temporadas futuras probablemente permanecerían en el mismo período de tiempo, posiblemente cambiando de ubicación a un lugar como Hollywood o Europa, para permanecer en una situación anterior a S.H.I.E.L.D. y evitar competir con Agents of S.H.I.E.L.D. Este fue el caso de la segunda temporada, que trasladó la serie a Los Ángeles de 1947.

### Casting
Atwell, quien interpretó a Carter en Captain America: The First Avenger, Captain America: The Winter Soldier y el cortometraje Agent Carter, expresó interés en regresar como el personaje en octubre de 2013, antes de que Lee confirmara su participación en enero de 2014. Ese agosto, Chad Michael Murray y Enver Gjokaj fueron elegidos como los agentes de la SSR, Jack Thompson y Daniel Sousa, respectivamente, mientras que James D'Arcy fue elegido el mes siguiente como Edwin Jarvis, el personaje que eventualmente inspiraría la inteligencia artificial, J.A.R.V.I.S. de las películas del MCU. Shea Whigham también fue elegido, como el jefe de SSR Roger Dooley. Atwell, D'Arcy, Gjokaj y Murray regresaron para la segunda temporada.

### Diseño

#### Vestuario
La diseñadora de vestuario de la serie fue Giovanna Ottobre-Melton, quien se sintió cómoda con la ambientación de la serie después de pasar meses investigando estilos estadounidenses en la década de 1940 para la serie de televisión de 2013, Mob City. Señaló que "muchos cómics estaban todos mezclados por el color, el estilo y las telas" del Nueva York de los años 40. Debido a la gran cantidad de acción de la serie, las telas "Con el tacto y la textura de la década de 1940" debían obtenerse en grandes cantidades para permitir la creación de cuatro, cinco o más de cada disfraz. El proceso de Ottobre-Melton "para cada episodio, [es] leer el guión primero y luego buscar fotos históricas que se relacionen con el tema del episodio. Luego elegí las telas y luego comencé a diseñar los trajes".

#### Utilería
Al crear los gadgets de la serie, los escritores notaron la necesidad de combinar la ambientación de época con la influencia de Howard Stark, quien abre la puerta a "cosas que son fantásticas para la época". Trabajaron estrechamente con el departamento de utilería para desarrollar tecnología que pareciera "retro y futurista al mismo tiempo", y Fazekas explicó que el objetivo era evitar una apariencia de ciencia ficción, por lo que los aspectos fantásticos se reservaron únicamente para la función. mientras que la estética se mantuvo dentro de los ámbitos de ese período de tiempo.

### Rodaje
El rodaje de la serie tuvo lugar en Los Ángeles, y la ubicación de la historia se trasladó de la ciudad de Nueva York a Los Ángeles y la segunda temporada aprovechó esto. Gabriel Beristain, director de fotografía de One-Shot y la primera temporada de la serie, utilizó una combinación de tecnología digital moderna y técnicas analógicas tradicionales para replicar la sensación de las películas clásicas ambientadas en la década de 1940, pero también para tener la conveniencia y consistencia de la tecnología moderna, como el uso de la cámara digital Arri Alexa, junto con lentes de cámaras Leica y redes de difusión de medias de seda. Edward J. Pei asumió el cargo de director de fotografía de la segunda temporada. El coordinador de especialistas Casey O'Neill, que también trabajó en el One-Shot y Captain America: The Winter Soldier, incorporó el estilos de lucha específicos de los personajes, como la lucha de Carter más "entrenada por la CIA" o el "estilo de antagonista más acrobático inspirado en una Viuda Negra" de Dottie Underwood.

### Efectos visuales
Sheena Duggal se desempeñó como supervisora de efectos visuales, regresando en la misma capacidad del One-Shot, Agent Carter, con los efectos visuales de la serie creada por Industrial Light & Magic (ILM), Base FX, y posteriores DNeg TV. Duggal trabajó estrechamente con ILM, quien coordinó con Base y DNeg para garantizar un "trabajo fluido". La mayor parte del trabajo de efectos visuales de la serie se centra en extensiones de escenario para representar el escenario de la época, así como los aspectos más fantásticos como los inventos de Howard Stark, o Materia cero y la intangibilidad de Jason Wilkes en la segunda temporada.

### Música
En junio de 2014, Christopher Lennertz, quien compuso la música para el One-Shot, Agent Carter, habló sobre la posibilidad de trabajar en la serie y dijo: D'Esposito "me dijo el verano pasado en la Comic-Con que existía la posibilidad de que esto se convirtiera en una serie. Y dijo que si él iba a participar, quería que yo también participara". En septiembre de 2014, Lennertz firmó oficialmente para componer la serie. Lennertz combinó todos los diferentes elementos de estilo del programa en la música, como la mezcla de jazz y elementos de época, con orquesta y elementos electrónicos. Lennertz dijo que la música "siempre se hace desde una sensación de tener el control y ser inteligente e inteligente, en lugar de simplemente ser fuerte o simplemente tener un superpoder o estar mucho más avanzado que cualquier otra persona físicamente. Parte de eso fue "Solo trato de hacer que ella sea más inteligente que los demás. Tiene tanto control sobre muchas de estas situaciones, y lo más importante fue darle esa personalidad". Un álbum de la banda sonora de la primera temporada fue lanzado en iTunes el 11 de diciembre de 2015, y el sencillo «Whatcha Gonna Do (It's Up to You)» de la segunda temporada se lanzó el 18 de marzo de 2016.

### Conexiones al Universo cinematográfico de Marvel
Trabajamos muy de cerca con Eric Carroll en Marvel Studios. Es una especie de persona que nos dice: "Bueno, realmente no puedes hacerle esto a esa cosa, porque eso afectará este proyecto. Pero, ¿y si haces esto?" Son realmente generosos con ese mundo.
Fazekas sobre cómo trabajar con el canon de MCU

Debido a que Carter se originó en las películas, Fazekas dijo que los copresidentes de Marvel Studios, Feige y D'Esposito, estuvieron muy involucrados en la producción de la serie y los llamó "realmente colaborativos y muy generosos con su mundo". Markus, hablando sobre el lugar de la serie en la arquitectura general del MCU, dijo más tarde, "realmente sólo necesitas dejar caer una pequeña pista y está conectado. No tienes que decir, ¡Howard Stark lleva los mismos pantalones que Tony!... Todo se mejora simplemente con el conocimiento de que todo está conectado". Butters dijo: "Siempre queremos sentir que nos ven como una parte [del MCU]. Pero debido a nuestro período de tiempo, estamos un poco solos."
En julio de 2014, Fazekas explicó la relación de la serie con el One-Shot diciendo: "El corto realmente es la base de la serie. [Carter] está trabajando en SSR, en la posguerra... Si piensas en el corto como una especie de final de la serie, la serie conduciría a ese momento en el que ella es asignada a S.H.I.E.L.D." Markus reiteró esto en enero de 2015, pero reconoció que sería más difícil mantener la continuidad con el corto cuanto más largaban la serie. La primera temporada presenta los orígenes de los programas Viuda Negra y Soldado del Invierno, que aparecen en varios películas deL MCU, mientras que la segunda temporada muestra el descubrimiento de la Fuerza oscura (conocida como Materia Cero en la serie), que apareció anteriormente en Agents of S.H.I.E.L.D. y tiene vínculos con los personajes de Marvel, Doctor Strange y Cloak.

## Estreno

### Emisión
Agent Carter se emitió por ABC en Estados Unidos, en alta definición 720p y sonido envolvente 5.1. También se emitió en CTV en Canadá y en TV2 en Nueva Zelanda. En octubre de 2014, Channel 4, el canal que transmitió Agents of S.H.I.E.L.D. en el Reino Unido, declaró que no "tenían ningún plan actual [de emitir] Agent Carter". En junio de 2015, FOX UK compró los derechos de transmisión para el Reino Unido, y la serie se estrenaró el 12 de julio de 2015. En febrero de 2016, se anunció que la serie se emitirá en 7flix en Australia.

### Medios domésticos
| Temporada | Fechas de lanzamiento en DVD y Blu-ray | Fechas de lanzamiento en DVD y Blu-ray | Fechas de lanzamiento en DVD y Blu-ray |
| Temporada | Región 1                               | Región 2                               | Región 4                               |
| --------- | -------------------------------------- | -------------------------------------- | -------------------------------------- |
| 1         | 18 de septiembre de 2015               | 30 de noviembre de 2015                | 7 de diciembre de 2016                 |
| 2         | —                                      | 5 de diciembre de 2016                 | 1 de marzo de 2017                     |

La primera temporada completa estuvo disponible en Blu-ray y DVD el 18 de septiembre de 2015, como exclusiva de Amazon.com. El 29 de noviembre, En 2017, Hulu adquirió los derechos exclusivos de streaming de la serie. Ambas temporadas de Agent Carter estuvieron disponibles en Disney+ en el lanzamiento de la plataforma, el 12 de noviembre de 2019.

## Recepción

### Audiencia y ratings
| Temporada | Franja horaria (ET) | Episodios | Primera emisión     | Primera emisión      | Última emisión        | Última emisión       | Temporada en televisión | Posición en general | Promedio de audiencia (millones) | Posición 18–49 | Rating promedio 18–49 |
| Temporada | Franja horaria (ET) | Episodios | Fecha               | Audiencia (millones) | Fecha                 | Audiencia (millones) | Temporada en televisión | Posición en general | Promedio de audiencia (millones) | Posición 18–49 | Rating promedio 18–49 |
| --------- | ------------------- | --------- | ------------------- | -------------------- | --------------------- | -------------------- | ----------------------- | ------------------- | -------------------------------- | -------------- | --------------------- |
| 1         | Martes 9:00 p. m.   | 8         | 6 de enero de 2015  | 6.91                 | 24 de febrero de 2015 | 4.02                 | 2014–15                 | 74                  | 7.14                             | 46             | 2.3                   |
| 2         | Martes 9:00 p. m.   | 10        | 16 de enero de 2016 | 3.18                 | 01 de marzo de 2016   | 2.35                 | 2015–16                 | 109                 | 4.37                             | 88             | 1.4                   |

Maureen Ryan de Variety culpó de la baja audiencia de ambas temporadas a "las cuestionables decisiones de programación" tomadas por el entonces presidente de ABC, Paul Lee, diciendo que la serie "ha recibido una promoción mediocre, especialmente [para su segunda temporada]. El estreno fallido de la segunda temporada incluyó una fecha de estreno cambiada y episodios a los que era difícil acceder con antelación en el terrible sitio de medios de Marvel. Para colmo del mal manejo está el hecho de que la primera temporada completa solo estuvo disponible en ABC.com días antes de que comenzara la segunda temporada, lo que frustró a los espectadores que tal vez hubieran querido participar con anticipación."

### Respuesta crítica
| Temporada | Temporada | Rotten Tomatoes  | Metacritic      |
| --------- | --------- | ---------------- | --------------- |
|           | 1         | 96% (50 reseñas) | 72 (27 reseñas) |
|           | 2         | 76% (21 reseñas) | —               |

El sitio web del agregador de reseñas, Rotten Tomatoes informó un índice de aprobación del 96% con una calificación promedio de 7,9/10 basada en 50 reseñas de la primera temporada. El consenso del sitio web dice: "Centrarse en Peggy Carter primero como persona y luego como héroe de acción hace de 'Marvel's Agent Carter' un drama ganador y elegante con explosiones de emoción y un trasfondo de diversión descarada". La segunda temporada obtuvo un índice de aprobación del 76% con una puntuación promedio de 8/10 según 21 reseñas. El consenso del sitio web dice: "Un traslado de Nueva York a Hollywood le da a Agent Carter un nuevo territorio para explorar, mientras la serie continúa buscando una historia tan dinámica como su heroína". Metacritic, que utiliza un promedio ponderado, asignó una puntuación de 72 sobre 100 basándose en 27 reseñas, lo que indica "críticas generalmente favorables" para la serie en general.

### Reconocimientos
| Premio                                         | Fecha de ceremonia | Categoría                                                                  | Receptor(es)                                                                                     | Resultado | Ref(s)          |
| ---------------------------------------------- | ------------------ | -------------------------------------------------------------------------- | ------------------------------------------------------------------------------------------------ | --------- | --------------- |
| Hollywood Post Alliance Awards                 | 2015               | Efectos visuales sobresalientes – Televisión                               | Sheena Duggal, Richard Bluff, Jay Mehta, Chad Taylor, y Cody Gramstad (por «Now is Not the End») |           | [ 100 ] [ 101 ] |
| Make-Up Artists and Hair Stylists Guild Awards | 2016               | Serie de televisión y nuevos medios – Mejor peinado de época y/o personaje | Agent Carter                                                                                     |           | [ 102 ]         |
| Premios Saturn                                 | 2015               | Mejor adaptación televisiva de superhéroes                                 | Agent Carter                                                                                     |           | [ 103 ]         |
| Premios Saturn                                 | 2015               | Mejor actriz en una serie de televisión                                    | Hayley Atwell                                                                                    |           | [ 103 ]         |
| Premios Saturn                                 | 2015               | Mejor actuación invitada en una serie de televisión                        | Dominic Cooper                                                                                   |           | [ 103 ]         |
| Premios Saturn                                 | 2016               | Mejor adaptación televisiva de superhéroes                                 | Agent Carter                                                                                     |           | [ 104 ]         |
| Visual Effects Society Awards                  | 2016               | Mejores efectos visuales en un episodio fotorrealista                      | Por episodio: «Now is Not the End»                                                               |           | [ 105 ]         |

## Cancelación
Al defender la renovación de la serie para una tercera temporada tras su baja audiencia, Ryan dijo que "dejar morir el programa sería un grave error, para la cadena y para el conglomerado más grande de Disney-ABC... En estos días, las propiedades de entretenimiento hay que verlos no sólo a través de la lente de sus ratings (ciertamente débiles para Agent Carter), sino que deben ser evaluados dentro del contexto del valor general que aportan a cualquier coloso del entretenimiento, y lo que Agent Carter agrega a Disney-ABC es simplemente demasiado valioso como para renunciar a... [traer] algo diferente al portafolio de superhéroes de la compañía". Sugirió que si ABC no renovaba la transmisión de la serie, debería explorar otras oportunidades, como debutar en su aplicación en línea "Watch ABC" o venderla a Netflix, donde "los fanáticos de la narración de superhéroes ya acuden en masa" y el estado de Agent Carter como una pieza de época, que puede haberlo perjudicado en la televisión, podría ser un verdadero atractivo para los espectadores de Netflix". Ryan también sintió que Marvel "podría copiar lo que CBS está haciendo con Star Trek" creando un servicio de suscripción por una tarifa mensual, donde los consumidores podrían acceder a las películas y series de Marvel "así como exclusivas premium como una tercera temporada de Agent Carter". Ryan concluyó: "Una tercera temporada de Agent Carter podría ayudar a solidificar la posición de Marvel no sólo entre las fans femeninas, sino también entre todos los que aprecian una narración excelente y aventurera".
En marzo de 2016, Fazekas dijo que los productores se sentían "mal" acerca de las posibilidades de una tercera temporada debido a la baja audiencia de la serie, y agregó que "me encantaría verla vivir, incluso si es de alguna otra forma, digital o lo que sea". Dudo que haya una obra de Netflix para ello". También agregó que ABC quería algún tipo de conclusión para la serie, por lo que los escritores y productores encontrarían una manera de concluir los hilos persistentes de la trama de alguna forma si la serie no se renovaba. El 12 de mayo de 2016, ABC canceló la serie.
Loeb declaró en agosto de 2016 que no entendía la cancelación, ya que "no hubo conversaciones" sobre el futuro de la serie entre ABC y Marvel, y que simplemente recibió una llamada de ABC diciendo que Agent Carter había sido cancelada. Añadió que dado que las cadenas deciden qué contenido les gustaría de Marvel Television, "si alguien quiere llamar y decir: 'Queremos una película especial de Agent Carter, de dos horas para mayo de 2017,' boom. Armaremos la mejor película de Agent Carter que podamos." Atwell agregó que ella tampoco era parte del conversación para cancelar la serie y lo llamó "una cuestión política de la cadena", ya que ABC quería que ella encabezara el drama más "convencional" Conviction "para aumentar sus índices de audiencia" de permanecer en Agent Carter, que Atwell consideró que había ganado un "culto de seguidores". Después de especulaciones sobre una reactivación de la serie por parte de Netflix, el director de contenido, Ted Sarandos declaró que el servicio de streaming pasó por alto la reactivación de Agent Carter porque está "buscando marcas verdaderamente originales para poseer y en ese espacio de Marvel que ya tenemos" series originales de Marvel. También añadió que debido a las "complejidades del acuerdo" de streaming internacional existente para las series, Netflix no habría podido transmitir Agent Carter globalmente, ya que "algunos de esos socios de producción todavía la tenían al aire, por lo que argumentan que está cubierto por sus [acuerdos] de producción. Desafortunadamente, fue una decisión comercial más que creativa".
Cuando la serie fue cancelada poco después del estreno de Capitán América: Civil War, en la que Carter muere, Meagan Damore de Comic Book Resources sintió que "para todos los efectos" Carter había sido "efectivamente eliminada gradualmente del Universo cinematográfico de Marvel", y posteriormente el universo había perdido "un maravilloso modelo a seguir y... inspiración" para los fanáticos del personaje y la serie. Damore lamentó el hecho de que el final cliffhanger de la segunda temporada había quedado sin resolver, y que los espectadores nunca tendrían la oportunidad de ver el "final feliz" de Carter, a pesar de saber que ella tiene uno, dejando el "destino incumplido" del personaje, languideciendo en la oscuridad de 'lo que podría haber sido'. También señaló que Marvel ahora había perdido "la oportunidad de mostrar varios eventos destacados del MCU, entre ellos la fundación de S.H.I.E.L.D.", y agregó que a pesar de dar "pasos agigantados para las mujeres en el MCU, lo mismo [no pudo] se puede decir de la gente de color", deseando que la serie se hubiera dirigido a mujeres asiático-americanas como Hazel Ying Lee, una de las 38 mujeres piloto del servicio de la Fuerza Aérea que murieron en el cumplimiento del deber, o mujeres negras como Harriet Ida Pickens y Frances Wills, las dos primeras miembros negras de la Reserva Naval de los Estados Unidos.

## Futuro

### Podcast derivado sugerido
En marzo de 2015, Butters reveló que había habido conversaciones con el cocreador de Thrilling Adventure Hour, Ben Blacker, sobre cómo convertir el programa de radio ficticio Captain America Adventure Program de la primera temporada en un podcast real. Butters dijo que estos segmentos bien recibidos no habían sido parte de su propuesta original para Marvel, y que una renovación de la segunda temporada de la serie ayudaría a mejorar las posibilidades del podcast. Dijo que los episodios potenciales serían "pequeñas historias de quince minutos".

### Tercera temporada planificada
Antes de la cancelación, Atwell dijo sobre el futuro de la serie: "Creemos que podría haber más por venir... el final [de la segunda temporada] no sugiere que eso sea todo y que vivan felices para siempre; ese es el final. Sabemos que ese no es el caso. Lo han hecho de una manera muy inteligente que concluye y que le da a la audiencia una conclusión muy satisfactoria, pero no están terminando del todo". Fazekas explicó que una idea inicial de Markus y McFeely fue ambientar la tercera temporada en Londres, pero "puedes poner el programa en cualquier lugar, porque es espías. [La ubicación] estará determinada por la historia que queramos contar. Me encantó [Los Ángeles]. Me encantó cómo se veía, me encantó cómo se veía en Peggy. Estaríamos muy felices de hacer otra temporada en Los Ángeles, pero no estamos casados con eso". Fazekas agregó que se habían plantado semillas para una tercera temporada a lo largo de la segunda, y que el final de la segunda temporada, con alguien disparando a Thompson y tomando el archivo de M. Carter, estaba "muy ligado a un arco de la tercera temporada", con el tirador y su razonamiento ya determinado. Atwell dijo que la tercera temporada habría ido "más atrás en el pasado [de Carter]" y al mismo tiempo tendría "un posible tipo de giro... en algo que ver con [su] familia". También agregó que se habría proporcionado más información sobre el hermano de Carter, Michael. El escritor Jose Molina amplió esto en julio de 2018, afirmando que la temporada se han centrado en la investigación del intento de asesinato de Thompson, junto con la revelación de que Michael todavía estaba vivo y involucrado en algunas "travesuras muy nefastas y supervillanas".

### Largometrajes y otras series de televisión
D'Arcy repitió su papel de Jarvis en la película del MCU, Avengers: Endgame (2019), lo que marca la primera vez que un personaje introducido en una serie de televisión del MCU aparece en una película del MCU. Además, Gjokaj retoma su papel de Sousa en séptima temporada de Agents of S.H.I.E.L.D. El episodio «Alien Commies from the Future!» está ambientado en 1955, ocho años después de los acontecimientos de la segunda temporada de Agent Carter, y ve a Sousa como el jefe de la base Area 51 dirigida por S.H.I.E.L.D.. En «Out of the Past», el equipo de S.H.I.E.L.D. finge la muerte de Sousa, lo que le permite unirse al equipo mientras viajan a períodos de tiempo futuros.

### Posible avivamiento
Mientras promocionaban Endgame, se les preguntó a Markus y McFeely sobre la posibilidad de que Agent Carter sea revivida por el nuevo servicio de streaming de Disney, Disney+. McFeely reconoció que la base de fans de la serie estaba "realmente dedicada", pero no estaba seguro de si había suficiente apoyo para justificar el costo de realizar la serie y su período.